# 太平洋海馬
太平洋海馬為輻鰭魚綱棘背魚目海龍魚科的其中一種，被IUCN列為次級保育類動物，分布於東太平洋區，從美國加州聖地牙哥至秘魯海域，棲息深度60公尺，體長可達30公分，棲息在外海，夜行性，屬肉食性，以小型甲殼類為食，卵胎生，可作為觀賞魚。